# 6561 (szám)
A 6561 egy természetes szám, négyzetszám, a 81 négyzete; a 3 nyolcadik hatványa.

## A szám a matematikában
A tízes számrendszerbeli 6561-es a kettes számrendszerben 1100110100001, a nyolcas számrendszerben 14641, a tizenhatos számrendszerben 19A1 alakban írható fel.
A 6561 páratlan szám, összetett szám, prímhatvány. Kanonikus alakban a 38 hatvánnyal, normálalakban a 6,561 · 103 szorzattal írható fel. Kilenc osztója van a természetes számok halmazán, ezek növekvő sorrendben: 1, 3, 9, 27, 81, 243, 729, 2187 és 6561.
Négyzetszám, középpontos nyolcszögszám.
Százegy szám valódiosztó-összegeként áll elő, közülük a legkisebb is nagyobb 10 000-nél.